# أوداسيتي

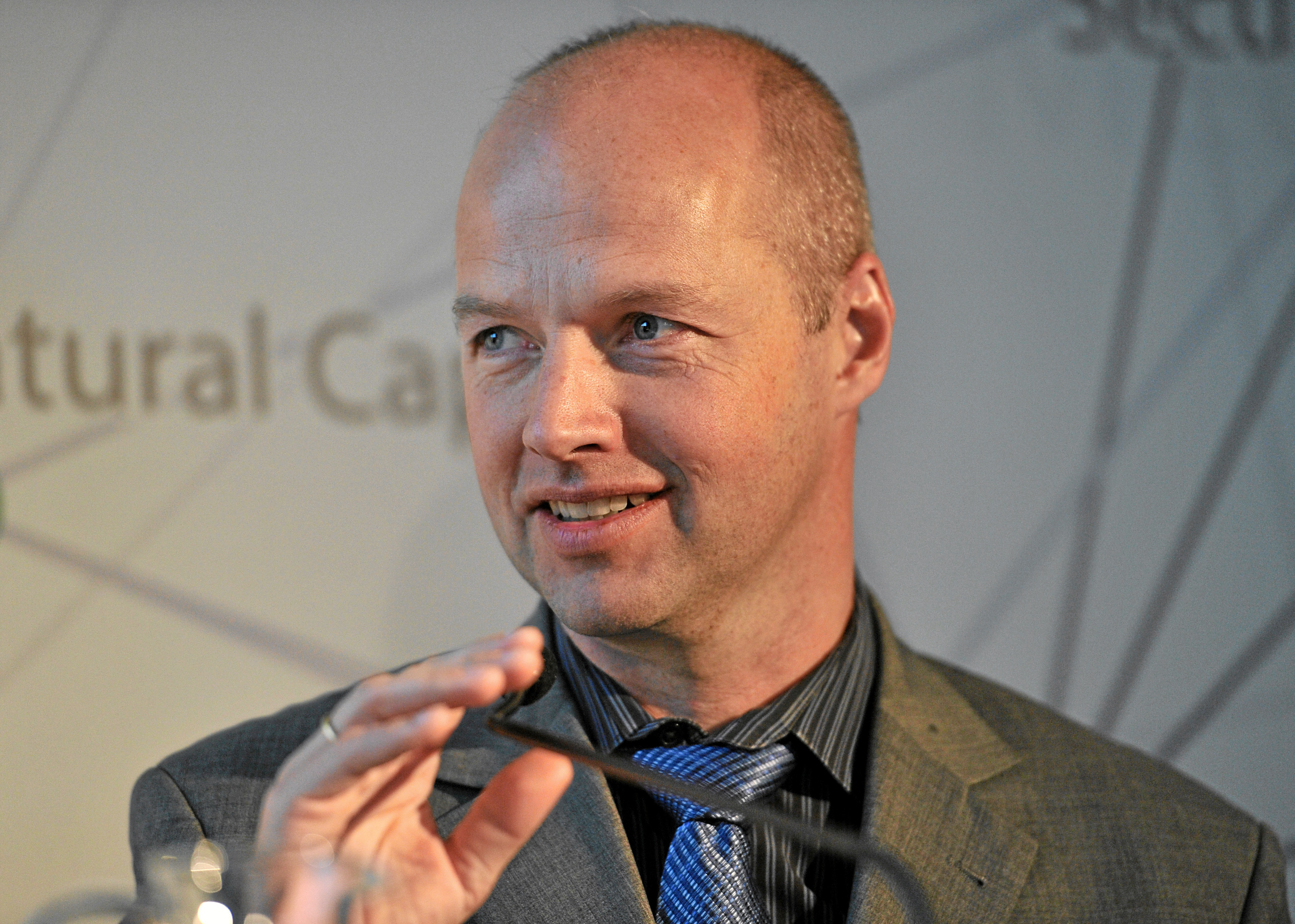
سيباستيان ثران في المنتدى الاقتصادي العالمي لعام 2013

أوداسيتي (بالإنجليزية: Udacity) هي منظمة تعليمية ربحية، أسسها سيباستيان ثران Sebastian Thrun، وديفيد ستافينس، ومايك سوكولسكي. وذلك لتقديم مساق هائل مفتوح عبر الإنترنت (MOOCs). وفقا لما قاله ثران، أصل اسم «أوداسيتي» يأتي من رغبة الشركة في أن تكون «جريئة بالنسبة لك، أنت الطالب». في حين أنها كانت تُركز في البداية على تقديم الدورات على غِرار الجامعة، فإنها تركز الآن أكثر على الدورات المهنية للمحترفين.

## التاريخ
أوداسيتي هو نتاج دروس علم الحاسوب المجانية التي عرضت في جامعة ستانفورد عام 2011  وقد ذكر نران أنه يأمل أن يتمكن نصف مليون طالب من الالتحاق بالكورسات
بعد التحاق 160,000 طالب وطالبة في كورس سابق قدمته جامعة ستانفورد كان بعنوان مقدمة في الذكاء الاصطناعي، وكان 90,000 طالب أيضا قد سجل في الكورسين الأساسيين، أعلن أوداسيتي في مؤتمر أقيم في آذار 2012 تصميم الحياة الرقمية 
يتم تمويل أوداسيتي من قبل شركة رأس المال الاستثماري ونهر تشارلز للمشاريع، وقد ساهم تران بمبلغ 200,000 دولار من أمواله الشخصية.
في أيلول عام 2012 أضاف مؤسس شركة رأس المال الاستثماري (آندرسن هورويتز) المبلغ الستثمارات 15 مليون دولار 
في كانون الأول عام 2013، أعلن تران أن الخدمات ستركز أكثر على الدورات المهنية للمهنيين وعلى برنامج درجة النانو (nanodegree);
في28 نيسان عام 2014 أصبح لدى أوداسيتي 1.6 مليون مستخدم في 12 دورة كاملة و 26 مقرر دراسي مجاني في عام 2014، أطلق معهد جورجيا التقني أول برنامج تعليمي في علوم الكمبيوتر بالشراكة مع أوداسيتي وإيه تي آند تي "AT & T" تكلفة البرنامج 7000 دولار لنيل درجة الماجستير كاملة خلال ذلك البرنامج.

## الكورسات
أول دورتين نشرتا على موقع أوداسيتي والتي بدأتا في 20 فبراير 2012 ، بعنوان «بناء محرك بحث» والتي تدرس من قبل ديفيد ايفانز من جامعة فرجينيا، وبرمجة سيارة على شكل روبوت والتي تدرس بواسطة تران وكل الدورات تستخدم لغة بايثون.
في 16 نيسان عام 2012 بدأت أربع دورات جديدة بالتعاون مع المعلمين جددب مثل ستيف هوفمان وبيتر نورفيج.
في 31 أيار عام 2012 تم الإعلان عن خمس دورات جديدة لكن هذه المرة كانت دورات خارج مجال علوم الكمبيوتر. أربعة من هذه الدورات التي أطلقت في بداية الفصل الثالث من الكورس السداسي الفصول.
في 25 كانون الأول عام 2012. أعلن عن دورة المنطق والرياضيات المتقطعة: أسس الحواسيب لكن تأخر إطلاقه لعدة أسابيع وفي 14آب أعلنت أوداسيتي أنه لن يتم إطلاق هذا الكورس ولم يقدم أي تفسير لذلك 
في 23 آب 2012أعلن عن كورس جديد في مجال ريادة الأعمال ، EP245 درس من قبل مدير الأعمال المتقاعد ستيف بلانك في 18 أيلول عام 2012 أعلن عن أربع كورسات جديدة متخصصة ب CS في إطار التعاون مع جوجل، ومايكروسوفت، إنفيديا، أوتوديسك، تصميم أنظمة الإيقاع، وبحث ولفرام، وقد أصبحت متاحة في وقت مبكر من عام 2013. في 28 كانون الأول عام 2012، أعاد تران نشر كورس Cs271 كان قد نشر سابقا على الموقع 
في كانون الثاني عام 2013 أعلن أوداسيتي شراكة مع جامعة سان هوزيه (SJSU) لتجريب ثلاث دورات جديدة، وهم دورتان في الجبر ودورة في الإحصاء المتاحة للحصول على الاعتراف من الكلية في SJSU وعرضت على الإنترنت. وبعد ثلاثة أشهر تم توسيع التحربة لتشمل MA006، MA008، وST095، فضلا عن اثنين من دورات جديدة، CS046 وPS001. وفي 18 تموز 2013، علقت الشراكة بينهما بعد أن رسب أكثر من نصف الطلاب في الامتحانات النهائية

## الانتساب
في الأشهر القليلة الأولى من الإنشاء كان التسجيل يظل مفتوح حتى موعد تسليم أول وظيفة وكانت الكورسات يعاد عرضها كل شهرين (كل فصل من الفصول الدراسية الستة).
منذ آب 2012 أصبحت جميع دورات مفتوحة التسجيل ويمكن للطلاب الانتساب لكورس أو أكثر في أي وقت بعد إطلاقه.
جميع المحاضرات الدراسية ومجموعات مشكلة تكون متوفرة عند الالتحاق، ويمكن بعد ذلك أن يتمها الطالب بالسرعة التي يرغب بها هو.  
في صيف عام 2012 كان قد سجل في الموقع طلاب من 203 دولة مختلفة وكان أكبر عدد من الطلاب من الولايات المتحدة (42 في المئة)، ومن الهند (7 في المئة) ومن بريطانيا (5 في المئة)، ومن ألمانيا (4 في المئة). الطلاب المسجلين في CS101 كانت أعمارهم تتراوح بين 13 إلى 80 عاما. الأفراد في أعمار متقدمة، الذين تتراوح أعمارهم حول ال13 عاما قادرون على إكمال دورات علوم الكمبيوتر المتعددة، على المستوى العالي على أوداسيتي.

## الشهادة
يحصل الطلاب عند الانتهاء على شهادة تشير كيف كان مستوى إنجازهم موقعة من قبل المدربين مجانا إصدار الشهادات المجانية يتم على مراحل
ابتداء من 24 أب 2012، ومن خلال شراكة مع شركة الاختبار الالكترونية بيرسون VUE، فإن الطلاب المنتسبين لكورس (CS101)أصبحوا يخصعون لمراقبة لمدة 75 دقيقة خلال أدائهم الامتحان النهائي مقابل رسم قدره 89 دولار في محاولة لجعل الشهادة أكثر أكاديمية ولكي يعترف بها أرباب العمل
بدأت الجامعة التابع لولاية كولورادو بالاعتراف بشهادات الطلاب الذين أنهوا (دورة علوم الكمبيوتر التمهيدي (CS101)) المقدمة من أوداسيتي بشرط اجتياز اختبار يتقدم له الطلاب وتتعاون أوداسيتي أيضا مع جورجيا للتكنولوجيا لتقديم دورات لنيل درجة الماجستير في علوم الكمبيوتر.

## الجوائز
في كانون الأول عام 2012، وفاز مؤسس الموقع سيباستيان تران بجائزة سميثسونيان الأميركية للإبداع

## وصلات خارجية
- الموقع الرسمي